# Peugeot Type 62
La Peugeot Type 62 est un modèle d'automobile produit par le constructeur français Peugeot en 1904.